# 結節蜷
結節蜷（学名：Thiara torulosa）为錐蜷科錐蜷屬下的一个种。现为Stenomelania torulosa (Bruguière, 1789)的异名。